# Richard Dethyre
Richard Dethyre est un militant associatif et un sociologue français né à Paris en 1949.

## Biographie
Ajusteur de formation, syndicaliste CGT, Richard Dethyre participe au mouvement des chômeurs.
En 1987, il crée une association de chômeurs l'APEIS (Association pour l'emploi, l'information et la solidarité des chômeurs et des précaires,,) : il la préside jusqu'en 1999. Cette même année il devient consultant. Il réalise plusieurs études sur les salariés saisonniers et accompagne une réforme du travail saisonnier pour le compte du comité d'entreprise d'EDF.
En 2010, il est cofondateur à Ivry-sur-Seine d'un restaurant coopératif, La Guinguette du Monde et, en décembre de la même année, il coordonne le 1er forum social des saisonniers du tourisme à Aubagne.
En 2012, il participe à la création de la troupe de théâtre Les Z'enTrop, qui joue la pièce Comment ils ont inventé le chômage.
2022 Spectacle de chansons et poésies "Elle et Lui" avec Muriel Righeschi

## Publications
- La Révolte des chômeurs (en collaboration avec Malika Zédiri), Robert Laffont, 1992  (ISBN 2-221-07295-2)
- Chômeurs la révolte ira loin (en collaboration avec Hélène Amblard), La Dispute, 1998  (ISBN 2-84303-015-3)
- Travail salarié et conflit social (collectif), Presses Universitaires de France, 1999  (ISBN 978-2130502937)
- Avec les saisonniers. Une expérience de transformation du travail dans le tourisme social, La Dispute, 2007  (ISBN 978-2-84303-152-6)
- Les Z'enTrop ; Comment ils ont inventé le chômage[7], Arcane 17, 2012  (ISBN 978-2-918721-22-2)
- L'Envers de la fraude sociale ; le scandale du non-recours aux droits sociaux (collectif), La Découverte, 2012  (ISBN 2707173703)
- Gilets jaunes -Jacquerie ou révolution (collectif), Le temps des Cerises 2019
- Jeunesse : Miko, l'ours polaire, Les éditions Confin'en'Ciel, 2022  (ISBN 978-2-494643-00-0)
- Jeunesse : La poulie, Les éditions Confin'en'Ciel, 2022  (ISBN 978-2-494643-04-8)
- Jeunesse : Zorba, Elyas et le poisson d'or, Les éditions Confin'en'Ciel, 2022  (ISBN 978-2-494643-02-4)
- J'suis du 50 boulevard Paul Vaillant-Couturier, Arcane 17, 2023
- Les z'entrop, des chômeurs sur les planches, analyse d'une expérience du théâtre contestataire, avec Muriel Righeschi et Emmanuel Pierru, préface de Dominique Lhuillier, éditions du Croquant, 2024